# Гейнер, Деррик
Деррик Гейнер (22 августа 1972) — американский боксёр-профессионал, выступающий в полулёгкой весовой категории.Экс-чемпион мира по версии WBA.

## БойКевин Келли —Деррик Гейнер
- Место проведения:  Колисеум, Джексонвилл, Флорида, США
- Результат: Победа Келли нокаутом в 8-м раунде в 12-раундовом бою
- Статус: Рейтинговый бой
- Рефери: Фрэнк Сантори младший
- Время: 2:16
- Вес: Келли 56,60 кг; Гейнер 57,20 кг
- Трансляция: HBO
- Счёт неофициального судьи: Харольд Ледерман (64—68 Гейнер)

В 1996 году 15 июня состоялся бой между Дерриком Гейнером и Кевином Келли. В этом поединке Гейнер работал вторым номером и больше двигался по рингу В противовес ему, Келли преследовал его, пытаясь нокаутировать. В конце 3-го раунда Келли коротким встречным правым крюком попал в челюсть противника после чего Гейнер упал на канвас. Он поднялся когда рефери отсчитал 8, но буквально через несколько секунд прозвучал гонг. В конце 4-го раунда Гейнер провёл несколько комбинаций по корпусу. Келли все удары принимал на себя и вскоре обессиленный рухнул лицом на пол. Поднялся он с канваса на счёт 4. Сразу же после окончания счёта прозвучал гонг. В начале 5-го раунда Келли пробил мощный левый хук в голову Гейнера и тот рухнул на настил. Он встал на счёт 5. Более техничный Гейнер провел в 5-й раунд на дистанции, не подпуская оппонента к себе, так что Келли никак не мог разорвать дистанцию. К 8-му раунду у Келли от гематомы закрылся правый глаз. В конце 8-го раунда Келли, уходя от атаки, выбросил встречный хук слева. Удар пришёлся точно в челюсть Гейнера и тот рухнул на канвас, пролежав, при этом, на ринге более минуты.
В ноябре 2003 года состоялся объединительный бой в полулёгком весе между чемпионом по версии IBF Мануэлем Хуаном Маркесом и чемпионом мира по версии WBA — Дерриком Гейнером. Маркес победил.
В июле 1998 года он в реванше победил Кевина Келли.

## БойДиего Корралес —Деррик Гейнер
- Место проведения:  ЭмДжиЭм Гранд, Лас-Вегас, Невада, США
- Результат: Победа Корралеса техническим нокаутом в 10-м раунде в 12-раундовом бою
- Статус: Чемпионский бой за титул WBC во 2-м полулегком весе (2-я защита Корралеса)
- Рефери: Джей Нейди
- Счёт судей: Майк Глиенна (19-19), Билл Грэхем (19-19), Джерри Рот (19-19)
- Время: 1:50
- Вес: Корралес 59,00 кг; Гейнер 59,00 кг
- Трансляция: HBO
- Счёт неофициального судьи: Харольд Ледерман (18-20 Гейнер)

18-го марта 2000 года Корралес вышел на ринг против друга Роя Джонса — Деррика Гейнера. В середине 3-го раунда Корралес левым хуком послал Гейнера в нокдаун. Гейнер встал на счёт 10. Корралес сразу принялся его добивать. Он прижал его у канатов и обрушил град ударов. Гейнер вновь упал. Он встал на счёт 8 и выразил готовность продолжать бой. Однако рефери Джей Нейди остановил поединок. Решение было спорным.

## Результаты боёв
В таблице перечислены результаты всех поединков боксёров.
В каждой строке указан результат поединка. Дополнительно номер поединка обозначен цветом, который обозначает итог поединка. Расшифровка обозначений и цветов представлена в нижеследующей таблице.
| Пример | Расшифровка                     |
| ------ | ------------------------------- |
|        | Победа                          |
|        | Ничья                           |
|        | Поражение                       |
|        | Планируемый поединок            |
|        | Поединок признан несостоявшимся |
| КО     | Нокаут                          |
| ТКО    | Технический нокаут              |
| PTS    | Решение судей (по очкам)        |
| UD     | Единогласное решение судей      |
| MD     | Решение большинства судей       |
| SD     | Раздельное решение судей        |
| RTD    | Отказ от продолжения боя        |
| DQ     | Дисквалификация                 |
| NC     | Поединок признан несостоявшимся |

| Бой | Дата             | Соперник               | Судьи          | Место боя                               | Раундов | Результат | Дополнительно |
| --- | ---------------- | ---------------------- | -------------- | --------------------------------------- | ------- | --------- | ------------- |
| 17  | 28 июля 2010     | Анхель Эрнандес        |                | Имтех Арена, Гамбург, Германия          | 12      | победа    | SD            |
| 16  | 14 июля 2007     | Карлос Наварро         |                | M.E.N. Arena, Манчестер, Великобритания | 12      | Победа    | SD            |
| 15  | 3 мая 1997       | Мануэль Медина         |                | Тихуана, Мексика                        | 12      | Победа    | КО9           |
| 14  | 3 апреля 2006    | Филипп Пэйон           |                | M.E.N. Arena, Чикаго, США               | 12      | Победа    | SD            |
| 13  | 7 ноября 2005    | Крис Джон              | Луис Пабон     | Индонезия, Джарката                     | 12      | поражение | UD            |
| 12  | 11 января 2003   | Хуан Мануэль Маркес    | Терри О'Коннор | Великобритания                          | 12      | Поражение | TКО7          |
| 11  | 12 апреля 2003   | Оскар Леон             |                | Лондон, Великобритания                  | 12      | Победа    | SD            |
| 10  | 12 мая 2002      | Даниэль Седа           |                | Лондон, Великобритания                  | 8       | Ничья     | SD            |
| 9   | 12 мая 2004      | Седрик Минго           |                | Лондон, Великобритания                  | 10      | Победа    | TКО2          |
| 8   | 20 марта 2004    | Виктор Поло            |                | Уэмбли, Великобритания                  | 12      | Победа    | MD            |
| 7   | 9 августа 2000   | Фредди Норвуд          |                | Чикаго, США                             | 12      | Победа    | TКО11         |
| 6   | 19 июня 2000     | Рикардо Каррильо       |                | Уэмбли, Великобритания                  | 12      | Победа    | TКО9          |
| 5   | 18 марта 2000    | Диего Корралес         | Терри О'Коннор | США                                     | 12      | Поражение | TКО10         |
| 4   | 12 мая 1999      | Сирхио Рафаэль Лиендро |                | Лондон, Великобритания                  | 10      | Победа    | UD            |
| 3   | 12 мая 1998      | Кевин Келли            |                | США, Вашингтон                          | 12      | Победа    | UD            |
| 2   | 10 сентября 1996 | Кевин Келли            | Терри О'Коннор | США                                     | 12      | Поражение | КО8           |
| 1   | 10 сентября 1994 | Роберто Гарсиа         | Терри О'Коннор | Мексика                                 | 12      | Поражение | UD            |